# Victor Willems
Victor Willems (født 19. februar 1877, død 1918) var en belgisk fægter, som deltog i to olympiske lege i begyndelsen af 1900-tallet.
Ved OL 1908 i London stillede han op i holdkonkurrencen i kårde, hvor Belgien i kvartfinalen mod Sverige vandt 11-6. I semifinalen mod Italien tabte de knebent 9-8. De kom derpå til at møde Storbritannien, der havde tabt guldkampen til Frankrig, om andenpladsen. Igen blev det til et knebent nederlag på 8-9 til belgierne, der dermed vandt bronze i konkurrencen.
Ved OL 1912 stillede han op i fleuret individuelt, og han blev delt etter i sin indledende pulje. Derpå blev han treer i kvartfinalepuljen, inden han med en fjerdeplads i semifinalepuljen var ude af turneringne. Desuden deltog han i kårde, både individuelt og i holdkonkurrencen. I den individuelle konkurrence blev han elimineret i første runde, men i holdkonkurrencen vandt belgierne i indledende runde over Rusland, og skønt de tabte i semifinalepuljen til Sverige, var sejre over Tyskland og Grækenland nok til at sende dem i finalen. Her fik de revanche mod Sverige og vandt desuden over Storbritannien, der fik sølv, og Holland, der fik bronze, hvilket sikrede belgierne guldet.